# Zavarovana območja Namibije
Zavarovana območja v Namibiji vključujejo narodne parke in naravne rezervate. Z deklaracijo o Narodnem parku Dorob iz leta 2010 je Namibija postala prva in edina država, ki ima vse svoje obale zavarovane z mrežo narodnih parkov. Zavarovana območja so razdeljena na lovske (angleško game reserve) in/ali naravne rezervate (angleško nature reserve) kot posebno varstveno območje narave, območja divjine (angleško wilderness area), naravne rezervate in razvojna območja. So pa tudi rekreacijski rezervati. Narodne parke upravlja Namibijski rezervat divjih živali (Namibia Wildlife Resorts). Več kot 19 % Namibije ali približno 130.000 km² površine je zavarovane. Ministrstvo za okolje in turizem zvišuje ceno omejene pravice lova na njegovih zavarovanih območjih. Namibijski sklad  za naravo (Namibia Nature Foundation) je nevladna organizacija, ustanovljena leta 1987 za zbiranje in upravljanje sredstev za varstvo živali in zavarovanih območij. Communal Wildlife Conservancies v Namibiji pomaga spodbujati trajnostno upravljanje naravnih virov tako, da imajo lokalne skupnosti pravico do upravljanja prostoživečih živali in turizma.

## Narodni parki
| Slika | Ime                                                                    | Ustanovitev    | Površina (km²) | Povzetek |
| ----- | ---------------------------------------------------------------------- | -------------- | -------------- | --- |
|       | Narodni park Bwabwata                                                  | 2007           | 6.100          | Narodni park vključuje Mahango game park in Caprivi game park. Tu rastejo savanska drevesa in grmovje, kot so zambezijski tik (Baikiaea plurijuga), divji bezeg Burkea africana in afriški tik (Pterocarpus angolensis). Nekateri večji sesalci so afriški bivol (Syncerus caffer), veliki povodni konj (Hippopotamus amphibius), konjska antilopa (Hippotragus equinus) in plenilci, kot so lev (Panthera leo bleyenberghi), afriški leopard (Panthera pardus), južnoafriški gepard (Acinonyx jubatus jubatus) in lisasta hijena (Crocuta crocuta). Pomembni vrsti ptic sta črna komatna tekica (Glareola nordmanni) in čaplja (Egretta vinaceigula). |
|       | Narodni park Dorob                                                     | 2010           | 57.772         | Dorob, pomeni "suha pokrajina". Park je 1600 km dolg pas zemljišča z obalnimi sipinami in prodnimi ravninami, ima tudi ramsarska mokrišča. Z ustanovitvijo obalnega parka od reke Kunene na angolski meji do reke Oranje na meji JAR ostaja trdna parkovna ovira. |
|       | Narodni park Etoša                                                     | 1907           | 22.220         | Slana Etoška kotlina je najopaznejša geološka značilnost v parku. Večinoma so tu gozd (mopane je najpogostejše drevo), savana, travišča in slana puščava. V parku živi približno 114 vrst sesalcev, 340 vrst ptic, 110 vrst plazilcev, 16 vrst dvoživk in ena vrsta rib (do 49 vrst rib ob poplavah). Največ je gorskih zeber (Equus zebra) (2235). |
|       | Narodni park Khaudom                                                   |                | 3657,91        | Prevladujoča vegetacija v parku, ki je v puščavi Kalahari, je vrsta bogatega, visokega in sušnega gozda in sušnega akacijevega gozda. Veliki sesalci v parku so več kot 3500 slonov, žiraf in več vrst antilop. Območje naseljuje 320 vrst ptic, tudi papige in več kot 50 ujed. |
|       | Narodni park Mamili, leta 2012 preimenovan v Narodni park Nkasa Rupara | 1. marec 1990  | 343,17         | Prevladujejo širokolistna drevesa in jih je mogoče opisati kot savanski biom in vegetacijo poplavne ravnice Caprivi. Nekateri sesalci so afriški savanski slon, kafrski bivol (Syncerus caffer) (približno 1000), veliki povodni konj (560) in krokodil (500). Je tudi okrog 450 vrst ptic. |
|       | Narodni park Mudumu                                                    | 1990           | 737            | Ta park je pomembna selitvena pot afriškega slona in mnogih drugih velikih živali iz Bocvane v Angolo. Tu je 430 vrst ptic, tudi afriški jezerec, afriški škarjekljun (Rynchops flavirostris) in kačji orel, Circaetus cinerascens. Vrste rib v parku so tigraste ribe (rod Hydrocynus) in tilapije. |
|       | Narodni park Namib - Naukluft                                          | 1. avgust 1979 | 49.768         | Puščava Namib (je najstarejša puščava na svetu) in pogorje Naukluft sta del parka. Puščavske sipine so bližje obali, lagune, mokrišča in poloji so druga značilnost. V zelo suhi regiji so redke živalske vrste, kače, gekoni, nenavadne žuželke, hijene, pasana in podsedliški šakali. |
|       | Narodni park Obala okostij                                             | 1971           | 16.845         | Leta 1971 je ta park dobil ime po številnih skeletnih ostankih razbitin na tem delu obale. Tu živijo sloni in jugozahodni afriški lev. Skokonoga gazela, stepska zebra, oriksi, šakali in noji so tu občasno. V priobalnem delu parka se pojavljajo delfini in kiti. |
|       | Narodni park Waterberg                                                 | 1972           | 405            | Več ogroženih vrst v Namibiji so zaradi ohranitve preselili v park Waterberg (waterberg pomeni "hrib vode"). Leta 1989 so iz Damaralanda pripeljali črnega nosoroga. Sobolj (Martes zibellina), konjska antilopa (Hippotragus equinus), antilopa Alcelaphus buselaphus caama in Raphicerus campestris so prav tako v parku. V nižjih delih pogorja živi več kot 200 vrst ptic z nekaterimi redkimi vrstami majhnih antilop. Nekatere od ključnih vrst ptic so črni orel (Ictinaetus malaiensis), sokol selec in kapski jastreb (Gyps coprotheres). |

## Naravni rezervati

### Naravni rezervat Brandberg
Naravni rezervat Brandberg leži v Damaralandu in ga obkroža gorovje Brandberg z najvišjimi gorami v Namibiji, okrog 
175 km severno do Swakopmunda. Rezervat je bil ustanovljen leta 1951. Skozi območje teče reka Ugab.

### Rezervat tjulnjev Cape Cross
Cape Cross je zavarovano območje in se imenuje Rezervat Cape Cross Seal. Rezervat je dom največje kolonije kapskega morskega medveda, tudi kapskih kožuhastih tjulnjev (Arctocephalus pusillus) na svetu.
Cape Cross je eden od dveh glavnih krajev v Namibiji, kjer so lovili tjulnje delno zaradi prodaje kož in delno zaradi zaščite staleža rib. Gospodarski učinek tjulnjev na ribolovne vire je sporen: študija vlade je ugotovila, da kolonije tjulnjev porabijo več rib, kot jih celotna ribiška industrija lahko ulovi,  družba za zaščito živali Seal Alert iz Južne Afrike pa ocenjuje, da pomeni manj kot 0,3 % izgube za komercialni ribolov. 

### Lovski park Caprivi
Lovski park Caprivi je v Narodnem parku Bwabwata. Rezervat je velik 5715 km². Je na severovzhodu države v pasu Caprivi. To je eno najvlažnejših območij v državi, še posebej pozimi, od decembra do marca. Pokrajino  sestavljajo predvsem močvirja, poplavne ravnice, mokrišča in gozdovi listavcev, zlasti divjega bezga Burkea africana, sandalovine (Guibourtia coleosperma) in zambezijskega tika. Je biološko bogata z več kot 450 živalskimi vrstami (slon, različne antilope, kudu (Tragelaphus strepsiceros ali T. imberbis) in bivol) in več kot 400 vrstami ptic. Sloni živijo zlasti v zahodnem delu pasu, kjer uspeva gosta mešana vegetacija in so sipine.

### Lovski rezervat Daan Viljoen
Lovski rezervat Daan Viljoen je rezervat blizu Windhoeka na območju višavja Khomas. Več kot 200 vrst, ki so značilne za namibijsko visokogorje, živi tukaj, med njimi gorska zebra, gnu, kudu, oriks, skokonoga gazela, impala, Achaetops pycnopygius, belorepi srakoper (Lanioturdus torquatus), Tockus monteiri, Bradfieldov hudournik (Apus bradfieldi), papiga Poicephalus rueppellii in sinica Melaniparus carpi. Leta 1990 so namibijske oblasti na tem območju naselile več avtohtonih prebivalcev. V parku je veliko sprehajalnih poti, ki omogočajo turistom, da se sami sprehajajo po parku.

### Zavarovano območje Ehirovipuka
Ehirovipuka je naravni rezervat v regiji Kunene. Ustanovljen je bil januarja 2001 in pokriva površino 1980 km². Rezervat sestavljajo predvsem polpuščave in savanski gozdovi, skozi območje teče tudi reka Ombonde. Živali, ki živijo tukaj, so afriški savanski slon, afriški leopard, afriški lev, južnoafriški gepard, različne antilope, kudu, svinja bradavičarka (Phacochoerus aethiopicus), oriks, angolska žirafa, skokonoga gazela, južnoafriški noj in gorska zebra. V rezervatu je obrat za predelavo mesa, ki oskrbuje turistične domove. Drugi gospodarski dejavnosti sta gozdarstvo in prodaja tradicionalnih obrtnih izdelkov. Ima 20-letno turistično koncesijo od leta 2010.

### Erindi – zasebni lovski rezervat
Lovski rezervat Erindi  ("erendi" pomeni "prostor vode") leži v srcu Namibije in pokriva površino 70.000 ha. Je 40 km vzhodno od mesta Omaruru in leži med Erongo Mountain Rhino Sanctuary Trust in pogorjem  Omatako. Habitati so gorska območja, rečna vegetacija, osamelci in travnate savane. Raziskava leoparda je pomembna dejavnost v rezervatu. Prav tako so opazni črni nosorog, lev, rjava hijena, leopard in gepard.

### Naravni rezervat Gamsberg
Naravni rezervat Gamsberg prav tako leži v središču Namibije, zahodno od Rehobota. Gamsberg je četrta najvišja gora v Namibiji z vrhom na nadmorski višini 2347 metrov.

### Naravni rezervat Hardap
Naravni rezervat Hardap obdaja največji jez Hardap, ki je bil odprt leta 1964 kot rekreacijska površina. Na seznamu Svetovne zveze za varstvo narave (IUCN) je park v IV. kategoriji zavarovanih območij. Leta 2004 je park obsegal površino 252 km², kar je približno 10 % območja jezera. Reader's Digest je zapisal, »ironično je, da je Hardap eden najbolj znanih krajev Namibije, a naravni rezervat je večini obiskovalcev neznan«. V njem je več kot 100 vrst ptic. 

### Naravni rezervat Kaokoland
Naravni rezervat Kaokoland je na severozahodu Namibije in je ločen od Atlantskega oceana z narodnim parkom Obala okostij. Za obiskovalce je odprt vse leto. Razprostira se na več kot 10.000 km² širokih travnatih ravnic in gorskih območij. V rezervatu živijo slon, črni nosorog, žirafe, skokonoge gazele, levi in noji.

### Lovski rezervat Kaudom
Lovski rezervat Kaudom je na skrajnem severovzhodnem delu Namibije in pokriva površino 300 km², del puščave Kalahari, ima sušno gozdno vegetacijo, omurambe (občasne vodne kotanje) in listavce redkega lesa. Skozi park teče veliko podzemnih tokov. Tu živi 64 vrst sesalcev; slon, bivol, žirafa, gnu, kudu, oriks, antilope, Damaliscus lunatus lunatus in veliko vrst plenilcev. Je tudi 300 vrst ptic, tudi ptice roparice. 

### Lovski park Mahango
Lovski park Mahango je bil ustanovljen leta 1986. Velik je 250 km² in je v narodnem parku Bwabwata. Prostrana poplavna območja so del porečja Okavango. Tu živi 300 vrst ptic in zelo velika drevesa baobab, 99 vrst sesalcev, je drugo območje z največ vrstami v Namibiji. V reki Okavango, ki teče skozi park, živi 71 vrst (z dvema ogroženima vrstama) rib.

### Zavetišče Naankuse
Zavetišče za divje živali Naankuse pokriva površino 3200 ha in je zatočišče osirotelih živali. Skrbijo za leve, leoparde, geparde, divje pse, karakale in pavijane, pa tudi druge. V zavetišču so razvili novo metodo za prepoznavanje gepardov v naravi na podlagi odtisa njihove šape. Pri projektu so sodelovali z Wildtrak, AfriCat in Chester Zoo.

### Naravni rezervat NamibRand
Naravni rezervat NamibRand je zaseben naravni rezervat (največji tak rezervat v Afriki), ki pokriva območje 202.200 ha s štirimi habitati sipin in peščenih ravnic, osamelcev in goratih prodnih ravnin ter peščenih in gramoznih ravnin vmes. Tu živi največ gazel oriks (pasana) (3200) in Antidorcas marsupialis (skokonoga gazela) (12.400) in so prevladujoča vrsta sesalcev v rezervatu. Je tudi 150 vrst ptic. Druge divje živali, kot so plenilci, so leopard, lisasta in rjava hijena, podsedliški šakal, pižmova hijena (Proteles cristata), uhata lisica, kapska lisica (Vulpes chama), afriška divja mačka (Felis silvestris lybica), karakal in geneta.

### Park gorske zebre Naukluft
Park gorske zebre Naukluft je bil ustanovljen leta 1968. Kmetija Naukluft je bila kupljena in spremenjena v nadzorovan park zaradi varovanja ogrožene gorske zebre. Na podlagi ekološke raziskave leta 1970 na več zasebnih kmetijah so bile kupljene zaradi vzpostavitve koridorja prehoda za oriksa med sipinami in gorami. Leta 1979 je bilo dodano tudi območje Diamond 2. Potem ko je bilo prizadevanje za ohranjanje uspešno, se je park združil z namibskim puščavskim parkom in večjim narodnim parkom Namib - Naukluft, ki pokriva površino 23.340 km² in je bil ustanovljen leta 1986.

### Naravni rezervat Omaruru
Naravni rezervat Omaruru v državnem rekreacijskem območju West Coast je rezervat v zasebni lasti. "Oamaru" v jeziku Hererov pomeni "grenko, gosto mleko". Govedo namreč je grenko rastlinje, pridelano na tem območju, zato je mleko grenko. Rastline so zelo žilave in ostanejo zelene tudi po tem, ko vse druge rastline postanejo neokusne ali brez okusa.

### Naravni rezervat Palmwag
Naravni rezervat Palmwag leži v severni Namibiji in pokriva površino 400.000 ha. Rezervat ima največ črnih nosorogov v Afriki; lokalna organizacija, ki jih varuje, se imenuje Save the Rhino Trust. Nekatere druge divje živali so še: leopardi, levi, gepardi, gorske zebre, žirafe, skokonoge gazele, kuduji in puščavski sloni.

### Lovski park Popa
Lovski park Popa je majhen park. V njem je slapišče Popa, ki pada samo 3 m prek brzice na reki Okavango. Njegov gromoviti zvok se sliši na velike razdalje. Tu živijo razne vrste ptic in povodni konj, ki naseljuje reko.

### Leopardji park Tsaobis
Leopardji park Tsaobis je edini naravni rezervat v Namibiji, ki skrbi prevsem za ohranjanje leopardov. Je južno od Omaruruja in vzhodno od Swakopmunda. Ustanovljen je bil leta 1969.

### Naravni rezervat Okonjima
Naravni rezervat Okonjima je bil odprt leta 2010 in ima 22.000 ha ograjenega ozemlja. Rezervat je namenjen rehabilitaciji ujetih živali in je tudi dom za osirotele hijene in leoparde, ki jih v rezervatu poskušajo usposobiti za življenje v divjini. V ujetništvu geparde opremijo z radijskimi ovratnicami, preden jih spustijo, tako da lahko spremljajo njihovo počutje in napredek. Na 2000 ha "varnega" območja je prostor za kampiranje, prenočišča in naravovarstveni izobraževalni center PAWS.

## Čezmejna začitena območja
Zaščita sega tudi čez meje Namibije. Leta 2007 je bil ustanovljen čezmejni park Ai-Ais/Richtersveld, mednarodni mirovni park s skupnim upravljanjem s parkom Ai-Ais vroči izviri, ki zajema dele kanjona Ribje reke in narodni park Richtersveld v sosednji Južni Afriki. Tu so skalni jazbec (Procavia capensis), talna veverica (Spermophilus citellus), kanja vrste Buteo rufofuscus in gorska zebra.
Leta 2006 so Namibija, Angola, Zimbabve, Zambija in Bocvana podpisale sporazum o ustanovitvi čezmejnega zavarovanega območja  Kavango - Zambezija (KaZa TFCA) na prostranem ozemlju, namenjenemu predvsem "vzpostavitvi območja čezmejnega ohranjanja in turističnih točk v regijah povodja Okavango in Zambezi v okviru trajnostnega razvoja" s povezovanjem različnih habitatov in omogočanjem svobode gibanja živalim na tem območju Afrike.
Poleg tega se vladi Namibije in Angole dogovarjata o oblikovanju čezmejnega obalnega parka, sestavljenega iz narodnega parka Obala okostij in angolskega narodnega parka Iona.